# Kysjtym-ulykken
Kysjtym-ulykken (russisk: Кыштымская авария, tr. Kysjtymskaja avarija) var en alvorlig atomulykke, der fandt sted den 29. september 1957 på Majak-anlægget til oparbejdning af atombrændsel, ca. 150 km nordvest for byen Tjeljabinsk. Man estimerer at udslippet var på cirka to millioner Curie (2 MCi). Ulykken medførte op mod 200 dødsfald og sygdom i Tjeljabinsk oblast, men byen Tjeljabinsk gik fri. 10.000 mennesker blev evakueret og op imod en halv million mennesker i området er blevet udsat for stråling over de tilladte grænseværdier – i nogle tilfælde op til 20 gange mere end hos ofrene for Tjernobylulykken.
Årsagen til eksplosionen var manglende vedligeholdelse af kølesystemet i den ene af tankene til opbevaring af brugte brændselsstave. En læk i systemet opstået året før var ikke udbedret, og henfaldsprodukterne fra brændselsstavene begyndte at tørre ud. Det udløste til sidst en kemisk eksplosion i de udkrystalliserede nitratsalte. Som følge af eksplosionen undslap en masse radioaktive stoffer fra anlægget.
Anlægget blev opført i stor hast og fuldstændig hemmeligt i 1945-48 som del af Sovjetunionens atomvåbenprogram. Anlægget skulle oprindeligt bruges til at producere plutonium til våbenbrug, og fem kernereaktorer blev opført til dette formål. Senere blev anlægget bygget om til at oparbejde plutonium fra nedlagte atomvåben til brændsel.
Arbejdsmiljøet var fra starten elendigt hvilket gav anledning til megen sygdom blandt de ansatte, og der var flere mindre ulykker.
I de første år blev der udledt en del radioaktivt forurenet vand til en række mindre søer i nærheden af anlægget og ud i floden Techa, som løber ud i floden Ob.
Majak var målet for Francis Gary Powers spionflyvning med et U-2-fly i maj 1960.
Først i 1992 blev ulykken officielt indrømmet. Også i 1967 og 1968 forekom alvorlige ulykker på Majak.